# Dorothea Tanning
Dorothea Tanning, född 25 augusti 1910 i Galesburg i Illinois, död 31 januari 2012 i New York, var en amerikansk bildkonstnär, och dotter till svenska emigrantföräldrar. 

## Biografi
Tanning fick sitt genombrott i New York 1936. I en surrealistisk bildtradition förmedlade hon i en rad målningar hemska barndomsupplevelser.  I slutet av 1960-talet arbetade hon också med textilobjekt, och senare verkade hon som författare och poet.
Bortsett från tre veckor som hon tillbringade vid Chicago Academy of Fine Art 1930, var Tanning autodidakt. De surrealistiska  målningarna från 1940-talet och hennes nära vänskap med konstnärer och författare från den surrealistiska rörelsen har fått många att betrakta Tanning som en surrealistisk målare, men ändå utvecklade hon sin egen individuella stil under loppet av en konstnärlig karriär som sträckte sig över sex decennier .
Tannings tidiga verk Eine kleine Nachtmusik från 1943, var exakta figurativa återgivningar av drömliknande situationer. Tanning läste många gotiska och romantiska romaner från biblioteket i hemstaden Galesburg. Dessa fantastiska berättelser, fyllda med bilder av det imaginära, påverkade hennes stil och ämnen i många år framöver. Liksom andra surrealistiska målare var hon noggrann med detaljer och att bygga upp ytor med noggrant dämpade penseldrag.
Under slutet av 1940-talet fortsatte hon att måla skildringar av overkliga scener, av vilka några kombinerade erotiska ämnen med gåtfulla symboler och ödsliga utrymmen.
Under denna period blev hon vän med bland andra Marcel Duchamp, Joseph Cornell och John Cage. Hon designade också scenografier och kostymer för flera av George Balanchines baletter, inklusive "The Night Shadow" som hade premiär 1946 på City Center of Music and Drama i New York. Hon uppträdde även i två av Hans Richters avantgardefilmer, Dreams That Money Can Buy (1947) och 8 x 8: A Chess Sonata in 8 Movements (1957). Dorothea Tanning var gift med Max Ernst från 1946 till hans död 1976.
Dorothea Tannings arbeten har uppmärksammats med ett flertal utställningar, både i USA och i Europa. En stora retrospektiv 1974 på Centre National d'Art i Paris, och 1993 på Malmö Konsthall. På Camden Arts Centre i London. New York Public Library monterade en retrospektiv av Tannings tryck 1992, och Philadelphia Museum of Art gjorde en liten retrospektiv utställning 2000. 

## På svenska
- Födelsedag (Birthday) (översättning: Britt Arenander, Trevi, 1988)
- Världar i miniatyr : Max Ernst och hans böcker (Worlds in miniature) (översättning: Jonas Ellerström, Sällskapet Bokvännerna, 1993)
- Dorothea Tanning [utställningskatalog] (Malmö konsthall, 1993)
- Avgrund (Chasm) (översättning: Kristoffer Noheden, Sphinx, 2009)
- Tiden flög iväg ; Kvinna som vinkar till träd ; Peruansk ; Konstnär, en gång [dikter] (översättning Jonas Ellerström). I tidskriften Lyrikvännen, 2012: nr 2, s. 87-93